# 그레그 본
그레그 본(Greg Vaughan, 1973년 6월 15일 ~ )은 미국의 배우이다.

## 출연 작품
- 컨트리한 웨딩 (2019)
- 컨트리한 크리스마스 (2017)
- 썸원 투 러브 (2013)
- 보더라인 머더 (2011)
- 세바스찬 (2011)
- 일리언 5 (1998)
- 야성녀 아이비 3 (1997)

### 텔레비전
- SOS 해상 구조대 (1996)
- 베벌리힐스 아이들 (1996-97)
- 참드 (1999-2000)
- 더 영 앤 더 레스트리스 (2002-03)
- 90210 (2010)